# Canal de l'Hortó
La Canal de l'Hortó és una canal del terme municipal de Conca de Dalt, a l'antic terme d'Hortoneda de la Conca, al Pallars Jussà, en territori que havia estat de l'antic poble de Perauba.
Està situada a l'esquerra del barranc del Vinyal, al nord-oest de la Feixa de Viu i al sud-est del Feixanc del Gavatx, al sud-oest de la Cabana del Parrot.